# Kyran Bracken
Kyran Paul Patrick Bracken (Dublino, 22 novembre 1971) è un ex rugbista a 15 britannico di origine irlandese, vincitore della Coppa del Mondo di rugby 2003 con la Nazionale inglese.

## Biografia
Kyran Bracken è nato nel 1971 a Dublino; suo padre esercitava la professione di dentista e sua madre era una nazionale irlandese di hockey su prato; la famiglia si trasferì a Liverpool nel 1976.
Dopo le elementari presso una scuola cattolica, Kyran Bracken fu iscritto allo Stonyhurst College, dove iniziò a praticare a calcio e a rugby.
Prima di orientarsi definitivamente al rugby XV, Bracken sostenne un provino calcistico al Liverpool, e nell'occasione segnò anche tre gol, ma la cosa non ebbe un seguito; fu pure interessato al rugby XIII, ma quando entrò nella squadra dell'Università di Bristol, presso la quale intraprese gli studi di giurisprudenza. Tra l'altro, nel frattempo, già la Nazionale inglese Under-18 aveva iniziato a utilizzarlo con continuità. Dopo la laurea arrivò anche il primo contratto professionistico, con il Bristol.
In ragione delle sue origini irlandesi, gli fu proposto di partecipare a un provino riservato ai suoi connazionali che vivevano nel Regno Unito, ma dopo 10 minuti fu scartato e giudicato inidoneo, con l'invito a ripresentarsi di lì a qualche anno. In effetti, la volta successiva che si ripresentò di fronte agli irlandesi, fu con la maglia della Nazionale maggiore inglese; la scelta di vestire la maglia inglese, peraltro, provocò a Bracken sempre un trattamento piuttosto duro da parte degli irlandesi ogni qual volta le due squadre si incontrarono a livello internazionale.
L'esordio in Nazionale maggiore avvenne nel novembre 1993 contro gli All Blacks, e fu caratterizzato subito da un infortunio che influenzò il resto della sua carriera: in un contrasto fu colpito duramente alla caviglia e dovette star fuori per tre mesi: tornò nel 1994 per gli ultimi incontri del Cinque Nazioni, ma non essendosi ristabilito completamente, fu temporaneamente accantonato; saltò anche il tour estivo in Sudafrica contro gli Springboks perché stava laureandosi proprio in quel periodo, e rientrò in occasione del Cinque Nazioni 1995. Convocato per la Coppa del Mondo 1995, non fu mai utilizzato a causa di un ennesimo infortunio.
Nel 1996 divenne professionista e siglò un contratto con i Saracens e nella sua seconda stagione vinse la Coppa Anglo-Gallese: inizialmente scartato per il tour dei British Lions del 1997 in Sudafrica a favore di Matt Dawson e Austin Healey, fu poi ripescato per sostituire l'infortunato Rob Howley, tuttavia non fu mai utilizzato.
Tra il 1999 e il 2000 fu di nuovo coinvolto in una serie di infortuni, alla caviglia e alla schiena, che gli fecero saltare diverse partite; ancora una volta, convocato per la Coppa del Mondo 1999 da disputarsi in casa, non scese mai in campo.
Nel 2001 Bracken fu il capitano di un minitour inglese in Nord America (tre incontri) e riprese a giocare con continuità, tanto che arrivò al 2003 in forma soddisfacente: fece parte della squadra che quell'estate batté in sequenza Australia e Nuova Zelanda, e fu finalmente in grado di disputare un incontro nella Coppa del Mondo, quella del 2003: avvenne in Australia, dove Bracken disputò peraltro le sue ultime partite con la maglia bianca. Il quarto di finale contro il Galles fu la sua 50 presenza; la 51 e ultima fu la semifinale contro la Francia. Non prese parte alla finale poi vinta contro l'Australia, ma la Coppa del Mondo vinta gli valse l'onorificenza di Membro dell'Ordine dell'Impero Britannico nel 2004.
Nel marzo 2004 Bracken, seguendo la decisione del suo compagno di Nazionale Martin Johnson, annunciò la sua intenzione di non voler competere più a livello internazionale, in quanto dichiaratosi soddisfatto della sua carriera una volta vinta la Coppa del Mondo. Due anni dopo giunse anche il ritiro dall'attività di club, motivato dalla sempre più crescente difficoltà di recuperare in tempi brevi dopo un infortunio, e dei problemi alla schiena e alla deambulazione che tali infortuni avevano causato.

### Attività post-agonistica
Dopo il ritiro, Kyran Bracken ha partecipato a un concorso televisivo per personaggi famosi che si cimentano sul pattinaggio artistico su ghiaccio, Dancing on Ice, e il 17 marzo 2007 lo ha vinto; attualmente è in tour con la compagnia di Holiday on Ice nel loro show figurato Romanza.
Bracken è anche presidente onorario dell'organizzazione di beneficenza Wooden Spoon Society, un'associazione di ex-rugbysti che raccoglie fondi tramite esibizioni.

## Palmarès
- Coppe del mondo: 1
Inghilterra: 2003.
- Coppe Anglo-Gallesi: 1
Saracens: 1997-98